# 紀伊國屋文左衛門

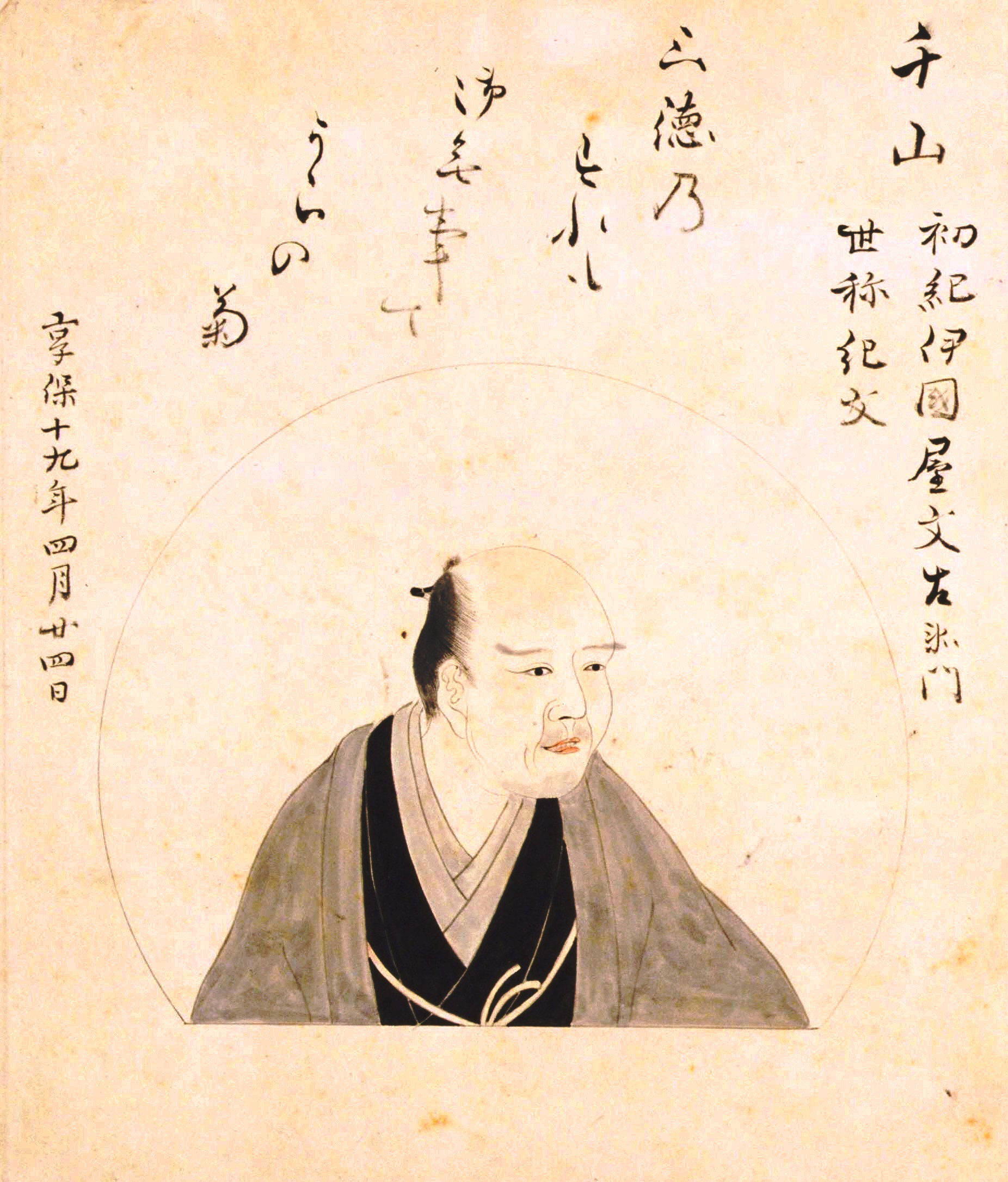
紀伊國屋文左衛門像
（栗原信充 『肖像集』より）

紀伊国屋 文左衛門（きのくにや ぶんざえもん、旧字体：紀伊國屋 文󠄁左衞門、寛文9年〈1669年〉？ - 享保19年4月24日〈1734年5月26日〉？）は、日本の江戸時代、元禄期の商人である。元姓は五十嵐氏。名は文吉。俳号は千山。略して「紀文」（きぶん）と呼ばれ、「紀文大尽」と言われた。生没年もはっきりしない等、人物伝には不明な点が多く、半ば伝説上の人物である。架空の人物であるとする説もあるが、実在したとする説が主流である。

## 生涯

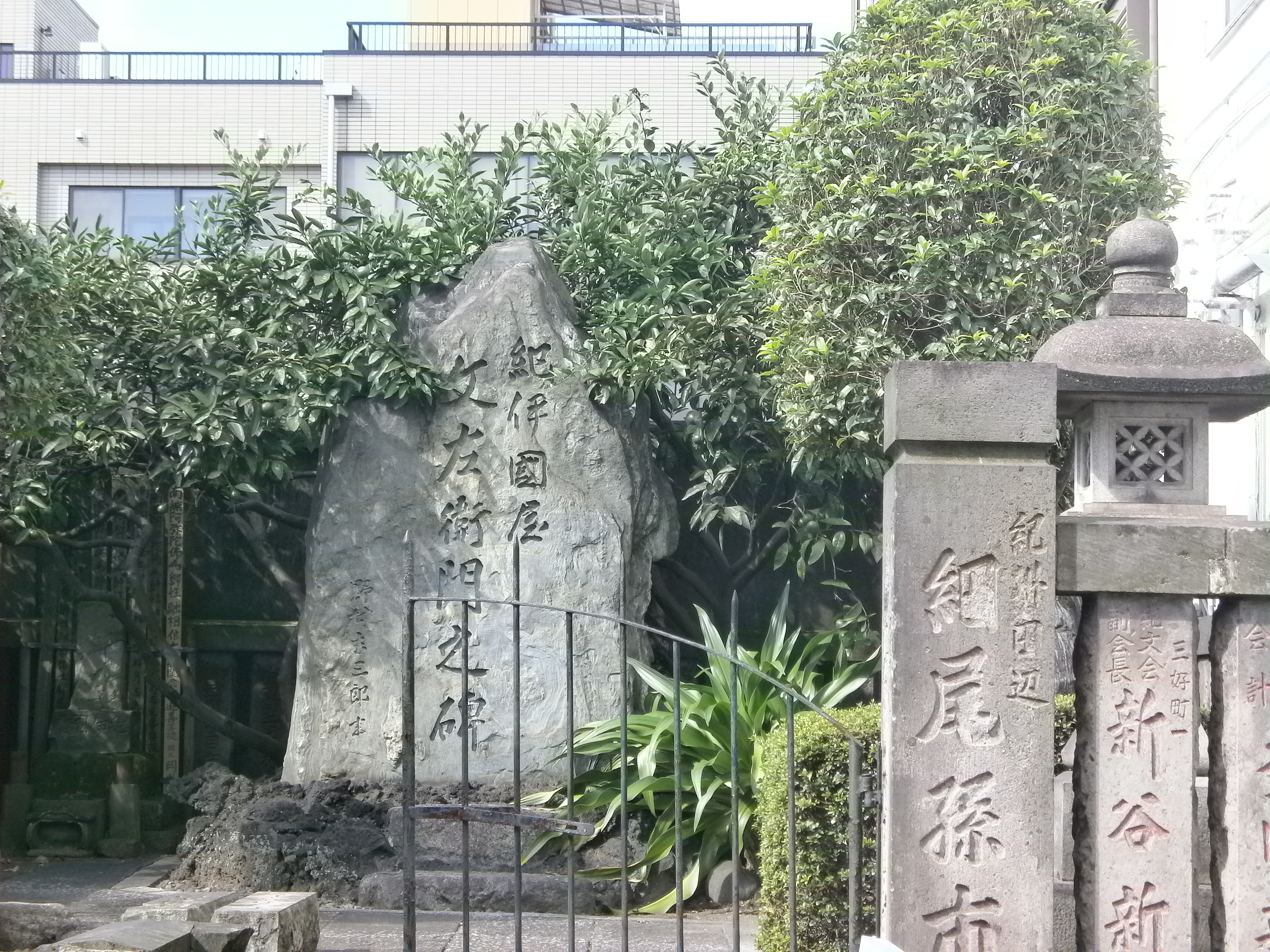
紀伊国屋文左衛門の碑

紀州湯浅の出身。文左衛門が20代の頃、紀州みかんや塩鮭で富を築いた話が伝えられる。元禄年間には江戸八丁堀へ住み、江戸幕府の側用人柳沢吉保や勘定奉行の荻原重秀、老中の阿部正武らに賄賂を贈り接近したと言われる。上野寛永寺根本中堂の造営で巨利を得て幕府御用達の材木商人となるも、深川木場を火災で焼失、材木屋は廃業した。
また、幕府から十文銭（宝永通宝）の鋳造を請け負ったが、文左衛門の造った十文銭はとても質が悪く、五代将軍綱吉の死と同時にこの十文銭は1年で通用が停止されてしまったため、大きな損失を被り商売への意欲を失ってしまったと言われている。
晩年は浅草寺内で過ごしたのちに深川八幡に移り、宝井其角らの文化人とも交友。「千山」の俳号を名乗った。享保19年に死去したとされる。享年66。紀伊國屋は2代目文左衛門が継いだが、凡庸であったために衰退してしまった。
二男は宝永2年、保土ヶ谷宿本陣6代苅部清兵衛の入り婿になり、持参金で苅部家の借財を返済した。
八丁堀に広大な邸を構え、奈良屋茂左衛門勝豊との吉原における豪遊の逸話が伝わっている。巨利を築く伝説は河村瑞賢とも融合している。
全財産をつぎこんだ十文銭の鋳造事業の失敗により、以降は乞食同然の生活となり哀れな晩年を送った、と言われている。異説も存在し、綱吉逝去の翌年宝永7年（1710年）に「紀伊国屋材木店」を閉店した後も、享保2年(1717年)に深川富岡八幡宮に総金張りの神輿三基を奉納したり、大火で消失した富岡八幡宮社殿建立費用に全財産を寄進したりと、潤沢な資産を持っていたとも言われる。竹内誠は、元禄14年（1701年）に香取神宮に木材60本を収めたり、成田山新勝寺が元禄16年（1703年）に江戸の深川永代寺でおこなった出開帳に10両を寄進したり、銅座を請け負った記録が残っていることを指摘しており、将軍の交代に伴って建築事業が減少した後もそれまでの蓄財や家賃・利息の収入で老後も裕福な生活を送ったことがうかがえるとしている。
墓所は江東区の成等院。戒名は帰性融相信士。
和歌山県有田郡湯浅町には、松下幸之助が建てた紀伊國屋文左衛門生誕の碑がある。

## ミカン船伝説
文左衛門が20代のある年、紀州は驚くほどミカンが大豊作だった。収穫されたミカンを江戸に運ぼうとしたが、その年の江戸への航路は嵐に閉ざされていた。江戸へ運べなくなり余ったミカンは上方商人に買い叩かれ、価格は暴落した。当時江戸では毎年鍛冶屋の神様を祝う「ふいご祭り」があった。この祭りでは、鍛冶屋の屋根からミカンをばら撒いて地域の人に振舞う風習があったが、紀州から船が来ない事でミカンの価格は高騰していた。
紀州では安く、江戸では高い。これに目をつけたのが文左衛門だった。早速文左衛門は玉津島明神の神官で舅の高松河内から大金を借りてミカンを買い集め、家に残ったぼろい大船を直し、荒くれの船乗り達を説得し命懸けで嵐の太平洋に船出した。大波を越え、風雨に耐えて何度も死ぬ思いをしながら、文左衛門はついに江戸へたどり着く事が出来た。この時の様子が「沖の暗いのに白帆が見ゆる、あれは紀ノ国ミカン船」とカッポレの唄に残った。
ミカンが不足していた江戸でミカンは高く売れて、嵐を乗り越えて江戸の人たちの為に頑張ったと、江戸っ子の人気者になった。大坂で大洪水が起きて伝染病が流行っていると知った文左衛門は、江戸にある塩鮭を買えるだけ買って先に上方で「流行り病には塩鮭が一番」と噂を流し上方に戻った。噂を信じた上方の人々は我先にと塩鮭を買い求め文左衛門が運んできた塩鮭は飛ぶように売れた。紀州と江戸を往復し大金を手にした文左衛門は、その元手で江戸に材木問屋を開く。こうして文左衛門はしがない小商人から豪商へと出世、富と名声を掴んだ。
この伝説は文左衛門の在世中および死去間もない時期の資料には見えない。竹内誠は、この伝説は幕末に刊行された小説『黄金水大尽盃』に描かれたもので史実ではないとしている。

## 紀伊國屋文左衛門を扱った作品

### 小説
- 『大名やくざ』（風野真知雄）
- 『黄金の海へ』（津本陽）
- 『高く翔べ』（吉川永青）
- 『勘定吟味役異聞シリーズ』（上田秀人）敵方として登場。
- 『紀伊国屋文左衛門』(武田八洲満)
- 『紀伊国屋文左衛門』(羽生道英)

### 漫画
- 『時の行者』（横山光輝） 紀伊國屋文左衛門を扱ったエピソードがある。
- 『もっこり半兵衛』（徳弘正也） 紀伊国屋文左衛門が登場する。

### 映画
- 『荒海に挑む男一匹 紀の国屋文左衛門』（1959年、監督・原案：渡辺邦男、主演：高田浩吉）

### テレビドラマ
- 『水戸黄門』（TBS / C.A.L）
  - 1000回記念スペシャル（2003年12月15日、演：森繁久彌）
  - ナショナル劇場50周年記念特別企画スペシャル（2006年3月13日、演：長門裕之）
  - 第37部 第23話「次期将軍を狙った野望 -水戸・江戸-」（2007年9月17日、演：中村敦夫）
  - 2015年スペシャル（2015年6月29日、演：津川雅彦）

### 浪曲
- 1934.8初回発売「紀ノ国屋文左衛門」梅中軒鶯童。リーガル[5]

### 歌謡曲
- 長編歌謡浪曲 豪商一代 紀伊国屋文左衛門（三波春夫）
- 文左たから船（三波春夫）
- 文左衛門の海（三波春夫）